# Гафуров, Нусрат
Нусрат Гафуров (1932 год, кишлак Заронбулок, Куйбышевский район — 31 декабря 1975 года) — поливальщик колхоза имени Ленина Куйбышевского района Таджикской ССР. Герой Социалистического Труда (1971).

## Биография
Родился в 1932 году в семье дехканина в кишлаке Заронбулок Куйбышевского района (сегодня — район Абдурахмана Джами). Трудовую деятельность начал подростком в местном колхозе. В 1955—1957 годах проходил срочную службу в Советской Армии.
С 1966 года — поливальщик хлопководческой бригады колхоза имени Ленина Куйбышевского района. Досрочно выполнил личное социалистическое обязательство и плановые производственные задания Восьмой пятилетки (1966—1970). Указом Президиума Верховного Совета СССР от 8 апреля 1971 года удостоен звания Героя Социалистического Труда «за выдающиеся успехи, достигнутые в развитии сельскохозяйственного производства и выполнении пятилетнего плана продажи государству продуктов земледелия и животноводства» с вручением ордена Ленина и золотой медали Серп и Молот.
Скончался в декабре 1975 года.
Память
В советское время его именем называлась школа в кишлаке Ленин-Юли. Позднее школе было присвоено другое наименование.